# Refém (canção de Gusttavo Lima)
"Refém" é uma canção do cantor sertanejo brasileiro Gusttavo Lima, lançada em 2011 como terceiro single de seu primeiro álbum ao vivo Inventor dos Amores. A música narra uma paixão arrebatadora por uma mulher morena.

## Composição
De autoria do próprio cantor, o hit sertanejo mostra a alma apaixonada de Gusttavo Lima. "Só esses cabelos pretos me fazem bem, quando não tenho/ fico doente. Se você não existisse, iria te inventar/ Na forma de um anjo mais lindo iria te amar". E, o título “Refém” é justificado no refrão "Vou te fazer a minha vítima, minha refém (...) Quero eternizar você na minha história", uma maneira de ter a mulher amada perto de si e, então, sobreviver desse amor.
“Essa canção mostra um sentimento avassalador. Um exagero de quem ama fazendo de tudo para ter a outra pessoa. É uma música para os apaixonados”, comemora o cantor Gusttavo Lima.

## Desempenho nas paradas
| Paradas (2011)                       | Melhor Posição |
| ------------------------------------ | -------------- |
| Brasil (Billboard Hot 100 Airplay)   | 22             |
| Brasil (Billboard Hot Popular Songs) | 15             |